# Steve Birnbaum
Steve Birnbaum (ur. 23 stycznia 1991 w Newport) – amerykański piłkarz występujący na pozycji obrońcy w amerykańskim klubie D.C. United oraz w reprezentacji Stanów Zjednoczonych. Wychowanek California Golden Bears, w swojej karierze grał także w Richmond Kickers. Znalazł się w kadrze na Copa América 2016.